# ベイリー操車場

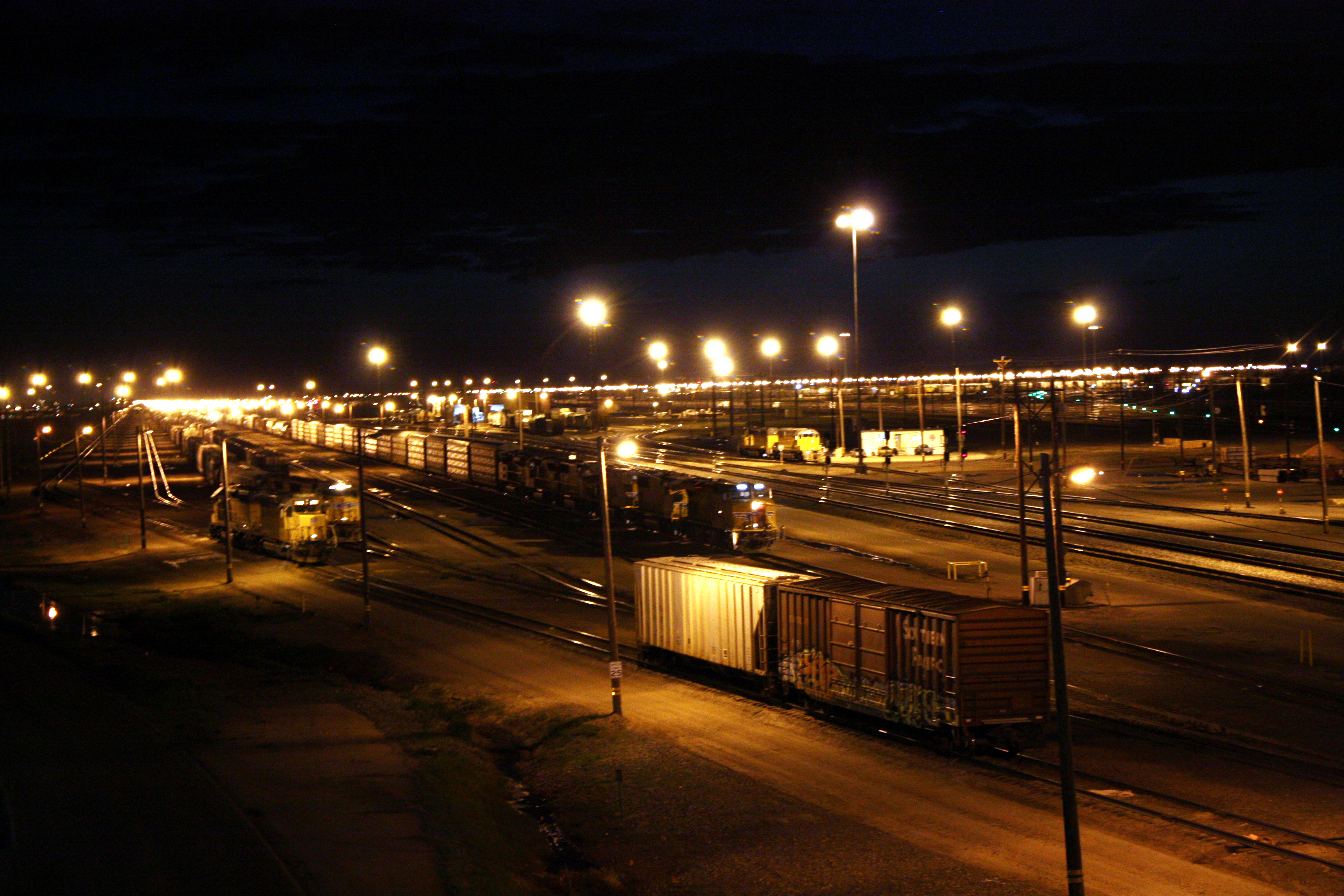
ベイリー操車場の夜景

ベイリー操車場（ベイリーそうしゃじょう、Bailey Yard）は、アメリカ合衆国ネブラスカ州ノースプラットにある貨車操車場である。ユニオン・パシフィック鉄道 (UP) が運営している。1995年に世界最大の貨車操車場としてギネスに登録された。操車場の名称は、UPでかつて社長を務めたエド・H・ベイリーに由来する。

## 概要
ベイリー操車場は、ハンプと呼ばれる人工の丘を備えるハンプヤードである。総面積は2,850エーカー（約12km2）、全長は8マイル（約13km）、幅は2マイル（約3.2km）。到着線18本・出発線16本を含め、315マイル（約507km）の線路で構成されている。
1日に通過する貨車の量は1万を超え、平均すると20分に1回ずつワンマイル・トレイン（1マイルを超える長さの貨物列車）が発着する。構内の南北に1基ずつ、合計で2基のハンプが設置され、このハンプで1日約3,000両の貨車の仕分作業を行う。貨車はコンピュータ制御され仕分線に向かってハンプを下り、自動速度制御装置で速度をコントロールされ、行き先別に編成される。操車場で使用されるディーゼル機関車の一部は無線で操縦される。
操車場には、ディーゼル機関車への燃料補給や修理を行う施設が併設されている。ここでは1か月あたり8,500両以上の機関車を扱い、機関車修理部門では1か月で750両の機関車を整備できる。
また、操車場では貨車のメンテナンスも行われる。温度検出装置が本線上に設置されており、そこを通過する貨車の軸受けの温度異常が発見されると、構内で車軸ごと交換される。貨車を編成から分離しないため交換作業は隣の貨車と連結したまま行われ、貨車は連結器を中心に車端部をジャッキで「ヘ」の字に持ち上げられる。作業時間はおよそ2分。
操車場の西端には時間変更表示板が設置されている。この標識から東は中部標準時、西は山岳部標準時となっており、同一操車場内に1時間の時差が存在する。

## 註
1. ↑  Terdiman, Daniel. Rolling through the world's largest rail yard. CNET. 2013年6月27日. 2017年3月12日閲覧.